# Kriokirurgija
Kriokirurgija (grško starogrško κρύο: krýos - leden mraz + starogrško χειρουργική: cheirourgiki - ročno delo) je kirurško odstranjevanje bolezensko spremenjenih delov telesa z zelo nizkimi temperaturami. Postopek izkorišča uničevalno moč zamrzovanja na celice, saj se v slednjih tvorijo kristali ledu, zaradi katerih se v končni fazi poškudujejo celične membrane (plazmaleme) in celice tako propadejo. Večja škoda nastane pri poškodbi krvnih žil, ki oskrbujejo obolelo tkivo.

## Uporaba
S pomočjo kriokirurgije so navadna zdravi navadne bradavice, nevuse, keratoze in manjša kožna rakasta obolenja, poleg tega pa tudi druga rakasta obolenja notranjih organov, kot so hepatocelularni karcinom, rak prostate, pljučni rak, rak materničnega vratu ter rakasta obolenja v ustni votlini; v preteklosti so na ta način zdravili tudi hemoroide. Kriokirurgija je v splošnem bolj primerna za lokalizirane bolezni in tumorje, ki so večji od 1 cm; na metastaze postopek zdravljenja navadno ne vpliva.

## Metode
Za zamrzovanje se najpogosteje uporablja tekoči dušik, ki se ga lahko razprši po obolelem tkivu, dostavi v tkivo preko posebne cevke, imenovane kriosonda (angleško cryoprobe) ali pa se ga preprosto nanese s pomočjo bombažne blazinice ali palčke. Manj pogosto se uporablja trdno obliko ogljikovega dioksida (CO2), imenovano suhi led, ki se nanese v obliki »snežne brozge« neposredno na tkivo (lahko se uporabi tudi mešanico z acetonom), ali pa se uporabi kot pogonsko sredstvo uporabi argon z uporabo Joule-Thompsonovega pojava, kar omogoča natančnejši nanos.
Prednost kriokirurgije je predvsem, da je minimalno invaziven postopek in je primernejša od tradicionalnih vrst kirurgije zaradi minimalne bolečine, brazgotinjenja ter majhnih stroškov. Kljub vsemu pa obstaja določena stopnja tveganja za poškodbo zdravega tkiva, še posebej živčevja. Lahko se pojavijo zmerne bolečine in rdečina, ki pa jih je mogoče omiliti z analgetiki (npr. aspirin, ibuprofen ali paracetamol), mehurji s tekočo vsebino, ki običajno izginejo v nekaj dneh, ter hipopigmentacija, zaradi občutljivih melanocitov, ki propadejo že pri temperaturi od -5°C do -10 °C.